# Akiha-ku (Niigata)
Akiha-ku (秋葉区?) es uno de los ocho distritos administrativos que conforman la ciudad de Niigata, capital de la prefectura de Niigata, en la región de Hokuriku, Japón. El 1 de marzo de 2021 tenía una población estimada de 75 251 habitantes y una densidad de población de 789 personas por km².

## Geografía
Akiha-ku se encuentra en una región interior del centro-norte de la prefectura de Niigata. Tanto el río Agano como el río Shinano fluyen a través del barrio.

## Historia
El barrio fue creado en 2007 cuando Niigata se convirtió en ciudad designada por decreto gubernamental.